# Nick Wammes
Nick Wammes (* 21. Oktober 1999 in London, Ontario) ist ein kanadischer Bahnradsportler, der auf Kurzzeitdisziplinen spezialisiert ist.

## Sportlicher Werdegang
Im Alter von zwölf Jahren begann Nick Wammes mit dem Radsport, zunächst mit den Ausdauerdisziplinen auf der Bahn und auf der Straße. Anfang 2016 beschloss er, sich auf die Sprint-Disziplinen auf der Bahn zu konzentrieren.
Im Januar 2019 gab Wammes im neuseeländischen Cambridge sein Weltcup-Debüt in Sprint und Keirin. Er vertrat Kanada bei den Panamerikanischen Spielen 2019 in Lima und wurde Neunter im Sprint, bei den kontinentalen Meisterschaften im selben Jahr belegte er Platz sieben. Wenige Wochen später gewann er bei den kanadischen Meisterschaften 2019 drei nationale Titel in Keirin, Sprint und Teamsprint; im Jahr darauf wurde er in diesen Disziplinen erneut kanadischer Meister.
2021 und 2024 trat Wammes jeweils bei den Olympischen Spielen im Bahnradsport an.

## Erfolge
2016
- Kanadischer Junioren-Meister – Teamsprint (mit Adam Lefebvre und Lucas Taylor)

2016
- Kanadischer Junioren-Meister – Keirin, Teamsprint (mit Justin Correa and Je’Land Sydney)

2019
- Kanadischer Meister – Sprint, Keirin, Teamsprint (mit Je’Land Sydney und James Hedgcock)

2020
- Kanadischer Meister – Sprint, Keirin, Teamsprint (mit Je’Land Sydney und James Hedgcock)

2021
- Nations Cup in Cali – Teamsprint (mit Hugo Barrette und Ryan Dodyk)

2022
- Panamerikameisterschaft – Teamsprint (mit Ryan Dodyk, James Hedgcock und Tyler Rorke)
- Kanadischer Meister – Sprint, Teamsprint (mit James Hedgcock und Tyler Rorke)

2023
- Panamerikameister – Teamsprint (mit Tyler Rorke und James Hedgcock)
- Panamerikaspielesieger – Teamsprint (mit Tyler Rorke und James Hedgcock)
- Kanadischer Meister – Teamsprint (mit Tyler Rorke und James Hedgcock)

2024
- Panamerikameisterschaft – Teamsprint (mit Tyler Rorke und James Hedgcock)

2025
- Panamerikameisterschaft – Keirin